# Drosophila xanthogaster
Drosophila xanthogaster är en tvåvingeart som beskrevs av Oswald Duda 1924. Drosophila xanthogaster ingår i släktet Drosophila och familjen daggflugor.
Artens utbredningsområde är Taiwan.